# Hrvoje Vejić
Hrvoje Vejić (Metković, 8. lipnja 1977.) je bivši hrvatski nogometaš.

## Klupska karijera
Nogomet je počeo igrati sa 7 godina, u pomlatku Jadrana iz Ploča. Kratko je bio u Dubrovniku, a 1997. godine, ostvario je prijelaz u momčad Zagreba. U klubu iz Kranjčevićeve igrao je do 2001. godine, kada seli u redove splitskog Hajduka.
Tijekom karijere često je igrao u veznom redu, tako da je i prvu sezonu u Hajduku najčešće korišten kao igrač sredine terena. S vremenom se premjestio u poziciju libera gdje je dirigirao obranom Hajduka. U bilom dresu zadržao se do 2004., no ibrzo se vraća natrag. Kasnije je zaradio i kapetansku vrpcu. Vrlo je važan bio u obrani, a i u napadu, pogotovo skok igri, te je svojim golovima glavom par puta spasio momčad. Pamti se i pogodak Varteksu na Poljudu, volejom iz okreta. Bilo je to za vodstvo u zadnjem kolu lige, kad je Hajduk slavio naslov.
Pred sam početak sezone 05./06. i utakmice s Debrecenom otišao je u Sibir, u ruski Tom iz Tomska, nezadovoljan jer mu klub nije isplatio 290.000kn duga. Ipak, izrazio je želju za povratkom u Split, prije ili kasnije. U Tomu se probio do prve momčadi, te s vremenom i do reprezentacije. Početkom 2007. odbio je potisati novi ugovor s ruskim klubom, no, kasnije se ipak predomislio. 
12. siječnja je postigao dogovor sa splitskim Hajdukom i potpisao 3,5 godine dug ugovor. 17. veljače 2015. godine potpisuje ugovor do kraja sezone s NK Zadrom.
Statistika u Hajduku
| Natjecanje        | Nastupi | Zgoditci |
| ----------------- | ------- | -------- |
| Prvenstvo         | 151     | 15       |
| Kup               | 28      | 3        |
| Superkup          | 2       | 0        |
| Međunarodne       | 24      | 1        |
| Splitski podsavez | 0       | 0        |
| Ukupno            | 205     | 19       |
| Prijateljske      | 60      | 13       |
| Sveukupno         | 265     | 32       |

## Reprezentativna karijera
Za hrvatsku nogometnu reprezentaciju ima 5 nastupa. Pozvao ga je izbornik Slaven Bilić za ogled s Rusima. Uspješno je debitirao protiv Norveške na Kantridi, 7. veljače 2007. godine.

## Vanjske poveznice
- Nogometni-magazin: statistika
- Intervju novinama Sovjetski Sport  Arhivirana inačica izvorne stranice od 2. listopada 2008. (Wayback Machine) (rus.)